# Філарх
Філарх (грец. φύλαρχος, лат. phylarchus) — грецький титул, що означає «правитель племені», від phyle — «плем'я» + archein — «правити».
У класичних Афінах філарх був виборним командиром кінноти, що призначався кожним із десяти племен міста.
У пізній Римській імперії IV—VII століть цей титул присвоювався провідним князям арабських союзників імперії на Сході (по суті, еквівалент слова «шейх»), як таким, що влаштувався всередині імперії, так і за її межами. З приблизно 530 по 585 рік окремі філархи підпорядковувалися верховному філарху з династії Гассанідів. У романі Томаса Мора «Утопія» (1516) керівники утопічних міст називаються філархами.